# باتريك فرنسيس هيلي
باتريك فرنسيس هيلي (بالإنجليزية: Patrick Francis Healy)‏ هو قسيس أمريكي، ولد في 27 فبراير 1830 في ماكون في الولايات المتحدة، وتوفي في 10 يناير 1910.